# Rábanos
Rábanos és un municipi de la província de Burgos a la comunitat autònoma de Castella i Lleó. Forma part de la comarca de Montes de Oca. Inclou les pedanies d'Alarcia i Villamudria.

## Demografia
| 1991 |  | 1996 |  | 2001 |  | 2004 |  | 2007 |
| ---- |  | ---- |  | ---- |  | ---- |  | ---- |
| 58   |  | 97   |  | 81   |  | 120  |  | 106  |